# 슈퍼 오디오 CD

슈퍼 오디오 CD의 로고

슈퍼 오디오 CD(Super Audio CD, Super Audio Compact Disc, SACD)는 오디오 기록을 위해 1999년 도입된 광학 디스크 포맷이다. CD의 후속 포맷으로 기획되어 필립스와 소니가 공동으로 개발하였다.
SACD 포맷은 다이렉트 스트림 디지털 방식으로 소리 신호를 인코딩하여 CD의 펄스 부호 변조보다 더 큰 다이내믹 레인지와 더 넓은 주파수 응답 대역을 기록한다. 또한 서라운드 사운드 등의 다중 오디오 채널을 지원하며 기존의 CD보다 더 높은 비트 레이트와 긴 재생시간을 제공할 수 있다.
SACD 디스크를 재생하기 위해서는 별도의 SACD 플레이어가 필요하나, CD 플레이어에 삽입되면 저장된 음원을 CD 포맷으로 재생할 수 있도록 CD 레이어를 탑재한 디스크도 발매되고 있다.

## CD와의 비교
|               | CD             | SACD           |
| ------------- | -------------- | -------------- |
| 포맷          | 16비트 PCM     | 1비트 DSD      |
| 샘플링 주파수 | 44.1 kHz       | 2.8224 MHz     |
| 유동 범위     | 96 dB          | 120 dB         |
| 주파수 범위   | 20 Hz – 20 kHz | 20 Hz – 50 kHz |
| 디스크 용량   | 700 MB         | 7.95 GB        |
| 스테레오      | 예             | 예             |
| 개별 서라운드 | 기능 없음      | 예             |

## 같이 보기
- 듀얼디스크
- XRCD
- HDCD